# Selago prostrata
Selago prostrata är en flenörtsväxtart som beskrevs av O.M. Hilliard. Selago prostrata ingår i släktet Selago och familjen flenörtsväxter. Inga underarter finns listade i Catalogue of Life.